# Reattore nucleare LWGR
Il reattore nucleare refrigerato ad acqua leggera e moderato a grafite (in inglese Light-water cooled, graphite moderated reactor – LWGR) era un tipo di reattore nucleare a fissione, sviluppato dall'Unione Sovietica, che utilizzava la grafite come moderatore e l'acqua leggera come fluido refrigerante.
Secondo il database PRIS, al 31/12/2017, vi sono nel mondo 15 reattori nucleari LWGR operativi (tutti in Russia) e 9 reattori nucleari LWGR dismessi (2 in Lituania, 3 in Russia e 4 in Ucraina) e non vi sono nuovi reattori in costruzione; 9 altri reattori erano previsti, ma furono poi cancellati.  Al 2018, secondo il database PRIS, i 15 reattori LWGR ancora operativi rappresentano il 3% dei reattori mondiali e il 3% della capacità mondiale di produzione elettronucleare.
Appartengono a questa tipologia i reattori nucleari RBMK, con i suoi prototipi e le sue derivazioni.

## Prototipi

### AM-1
Appartiene a questa tipologia il primo reattore nucleare commerciale al mondo, la centrale nucleare di Obninsk in Russia, rimasto in funzione dal 1954 al 2002.

### AMB
Due prototipi di potenza maggiore del precedente, costruiti presso la centrale nucleare di Belojarsk.

## Reattori RBMK

### RBMK1000
Modello principale di questa tipologia di reattori, costruito in serie in 15 esemplari, fra cui si annovera il tristemente celebre reattore 4 di Černobyl' responsabile del disastro omonimo. 
Al modello RBMK-1000 appartengono tutti i reattori di questa tipologia oggi in funzione, tutti operativi in Russia. 

### RBMK1500
Una versione potenziata del precedente, e utilizzata solo presso centrale nucleare di Ignalina in Lituania.

### MKER1000
Progetto di una versione rivisitata della tipologia, non è mai stata completata la costruzione del prototipo. 

### EGP-6
Modello in scala ridotta, adoperato solo presso centrale nucleare di Bilibino nella Siberia Orientale.

## Lista di reattori nucleari LWGR
| Reattori operativi            |                     |                       |                               |                |           |                    |                   |                         |                        |                        |
| Nazione                       | Centrale – Reattore | Potenza termica (MWt) | Potenza elettrica netta (MWe) | Fornitore NSSS | Modello   | Inizio costruzione | Prima criticità   | Allacciamento alla rete | Produzione commerciale | Spegnimento permanente |
| Russia                        | Bilibino – 1        | 62                    | 11                            | AEM            | EGP-6     | 1º gennaio 1970    | 11 dicembre 1973  | 12 gennaio 1974         | 1º aprile 1974         |                        |
| Russia                        | Bilibino – 2        | 62                    | 11                            | AEM            | EGP-6     | 1º gennaio 1970    | 7 dicembre 1974   | 30 dicembre 1974        | 1º febbraio 1975       |                        |
| Russia                        | Bilibino – 3        | 62                    | 11                            | AEM            | EGP-6     | 1º gennaio 1970    | 6 dicembre 1975   | 22 dicembre 1975        | 1º febbraio 1976       |                        |
| Russia                        | Bilibino – 4        | 62                    | 11                            | AEM            | EGP-6     | 1º gennaio 1970    | 12 dicembre 1976  | 22 dicembre 1976        | 1º gennaio 1977        |                        |
| Russia                        | Kursk – 1           | 3200                  | 925                           | AEM            | RBMK-1000 | 1º giugno 1972     | 25 ottobre 1976   | 19 dicembre 1976        | 22 ottobre 1977        |                        |
| Russia                        | Kursk – 2           | 3200                  | 925                           | AEM            | RBMK-1000 | 1º gennaio 1973    | 16 dicembre 1978  | 28 gennaio 1979         | 17 agosto 1979         |                        |
| Russia                        | Kursk – 3           | 3200                  | 925                           | AEM            | RBMK-1000 | 1º aprile 1978     | 9 agosto 1983     | 17 ottobre 1983         | 30 marzo 1984          |                        |
| Russia                        | Kursk – 4           | 3200                  | 925                           | AEM            | RBMK-1000 | 1º maggio 1981     | 31 ottobre 1985   | 2 dicembre 1985         | 5 febbraio 1986        |                        |
| Russia                        | Leningrado – 1      | 3200                  | 925                           | AEM            | RBMK-1000 | 1º marzo 1970      | 12 settembre 1973 | 21 dicembre 1973        | 1º novembre 1974       |                        |
| Russia                        | Leningrado – 2      | 3200                  | 925                           | AEM            | RBMK-1000 | 1º giugno 1970     | 6 maggio 1975     | 11 luglio 1975          | 11 febbraio 1976       |                        |
| Russia                        | Leningrado – 3      | 3200                  | 925                           | AEM            | RBMK-1000 | 1º dicembre 1973   | 17 settembre 1979 | 7 dicembre 1979         | 29 giugno 1980         |                        |
| Russia                        | Leningrado – 4      | 3200                  | 925                           | AEM            | RBMK-1000 | 1º febbraio 1975   | 29 dicembre 1980  | 9 febbraio 1981         | 29 agosto 1981         |                        |
| Russia                        | Smolensk – 1        | 3200                  | 925                           | AEM            | RBMK-1000 | 1º ottobre 1975    | 10 settembre 1982 | 9 dicembre 1982         | 30 settembre 1983      |                        |
| Russia                        | Smolensk – 2        | 3200                  | 925                           | AEM            | RBMK-1000 | 1º giugno 1976     | 9 aprile 1985     | 31 maggio 1985          | 2 luglio 1985          |                        |
| Russia                        | Smolensk – 3        | 3200                  | 925                           | AEM            | RBMK-1000 | 1º maggio 1984     | 29 dicembre 1989  | 17 gennaio 1990         | 12 ottobre 1990        |                        |
| Totale: 15 reattori operativi |                     |                       |                               |                |           |                    |                   |                         |                        |                        |

| Reattori dismessi           |                         |                       |                               |                |           |                    |                   |                         |                        |                        |
| Nazione                     | Centrale – Reattore     | Potenza termica (MWt) | Potenza elettrica netta (MWe) | Fornitore NSSS | Modello   | Inizio costruzione | Prima criticità   | Allacciamento alla rete | Produzione commerciale | Spegnimento permanente |
| Lituania                    | Ignalina – 1            | 4800                  | 1185                          | MAEP           | RBMK-1500 | 1º maggio 1977     | 4 ottobre 1984    | 31 dicembre 1983        | 1º maggio 1985         | 31 dicembre 2004       |
| Lituania                    | Ignalina – 2            | 4800                  | 1185                          | MAEP           | RBMK-1500 | 1º gennaio 1978    | 1º dicembre 1986  | 20 agosto 1987          | 1º dicembre 1987       | 31 dicembre 2009       |
| Russia                      | Obninsk – APS-1 OBNINSK | 30                    | 5                             | MSM            | AM-1      | 1º gennaio 1951    | 6 maggio 1954     | 27 giugno 1954          | 1º dicembre 1954       | 22 aprile 2002         |
| Russia                      | Belojarsk – 1           | 286                   | 102                           | MSM            | AMB-100   | 1º giugno 1958     | 1º settembre 1963 | 26 aprile 1964          | 26 aprile 1964         | 1º gennaio 1983        |
| Russia                      | Belojarsk – 2           | 530                   | 146                           | MSM            | AMB-200   | 1º gennaio 1962    | 10 ottobre 1967   | 29 dicembre 1967        | 1º dicembre 1969       | 1º gennaio 1990        |
| Ucraina                     | Černobyl' – 1           | 3200                  | 740                           | FAEA           | RBMK      | 1º maggio 1970     | 2 agosto 1977     | 26 settembre 1977       | 27 maggio 1978         | 30 novembre 1996       |
| Ucraina                     | Černobyl' – 2           | 3200                  | 925                           | FAEA           | RBMK      | 1º febbraio 1973   | 17 novembre 1978  | 21 dicembre 1978        | 28 maggio 1979         | 11 ottobre 1991        |
| Ucraina                     | Černobyl' – 3           | 3200                  | 925                           | FAEA           | RBMK      | 1º marzo 1976      | 2 giugno 1981     | 3 dicembre 1981         | 2 giugno 1982          | 15 dicembre 2000       |
| Ucraina                     | Černobyl' – 4           | 3200                  | 925                           | FAEA           | RBMK      | 1º aprile 1979     | 26 novembre 1983  | 22 dicembre 1983        | 26 marzo 1984          | 26 aprile 1986         |
| Totale: 9 reattori dismessi |                         |                       |                               |                |           |                    |                   |                         |                        |                        |

 
Inoltre, altri 9 reattori RBMK che erano previsti, sono stati cancellati:
- 2 a Černobyl'
- 2 a Ignalina
- 2 a Kostroma
- 2 a Kursk
- 1 a Smolensk